# Kantrovci
Kantrovci je naselje u Republici Hrvatskoj u Požeško-slavonskoj županiji, u sastavu općine Velika.

## Zemljopis
Kantrovci su smještena 5 km zapadno od Velike,  susjedna naselja su Poljanska na zapadu, Doljanci na istoku i Biškupci na jugu.

## Stanovništvo
Prema popisu stanovništva iz 2001. godine Kantrovci su imali 11 stanovnika, dok su prema popisu stanovništva iz 1991. godine imali 110 stanovnika.
| broj stanovnika | 140   | 120   | 145   | 186   | 176   | 215   | 190   | 221   | 125   | 136   | 145   | 130   | 120   | 110   | 11    | 34    | 21    |
|                 | 1857. | 1869. | 1880. | 1890. | 1900. | 1910. | 1921. | 1931. | 1948. | 1953. | 1961. | 1971. | 1981. | 1991. | 2001. | 2011. | 2021. |